# Sušac (Insel)
Sušac [ˈsuːʃats] (in der Antike Choasa, im Mittelalter Cazza oder ähnlich) ist eine 4,6 km² große kroatische Insel in Süddalmatien in der Gespanschaft Dubrovnik-Neretva. Ihre Breite variiert zwischen 300 und 1800 m. Sie befindet sich rund 40 km südlich der viertgrößten Insel Kroatiens Hvar und 20 km westlich von Lastovo. Die Insel Sušac gehört seit 2006 zum Schutzgebiet des Naturparks Lastovo.
Der höchste Punkt der Insel ist mit 243 m der Veli Gark. Während die nordwestlichen Ufer steil sind, sind die südöstlichen flacher mit einigen Sandbuchten. Sicherster Landeplatz für Schiffe ist Portić im Süden.
Auf dem südwestlichen Kap Kanula steht ein Leuchtturm (Sušac), dessen Wächter fast die einzigen Bewohner der Insel sind. Er wurde in den späten 1870er Jahren auf dem 100 m hohen Südteil der Insel erbaut. Daneben lebt dort ein Schäfer mit seiner Herde. Nur manchmal landen Fischer oder Bienenzüchter sowie Touristen im Sommer auf der Insel.

## Geologie
Sušac liegt in der südadriatischen Einheit eines paläo-orogenen Komplexes, der heute aus absinkenden Bergrücken besteht. Der nördliche Teil der Insel stammt aus dem Oberjura, während das südliche Vorgebirge mit der angrenzenden südlichen Landzunge mit dem anschließenden Tieflandsattel aus der Unterkreide stammt.
Die Böden variieren in Qualität und Art, und es zeigt sich reichlich Kalksteinbrekzie. Oberhalb des Abflusses der zur Bucht von Dol führt, befindet sich ein saisonaler Teich. Die größten küstennahen Tiefen sind an der Nordküste zu finden.

## Flora
Die Flora besteht in erster Linie aus Mastixstrauch (Pistacia lentiscus), Phönizischer Wacholder (Juniperus phoenicea), Spitzblättriger Spargel (Asparagus acutifolius) sowie Rosmarin (Salvia rosmarinus).
Im Norden und Zentrum der Insel sind auch Macchie, Breitblättrige Steinlinde (Phillyrea latifolia) und Steineiche (Quercus ilex) anzutreffen.

## Fauna
Zur Fauna von Sušac gehören unter anderem zahlreiche Arten Vögel, Eidechsen, sowie Nagetiere.

## Geschichte
Die Insel erscheint nur selten in den Quellen, die griechischen und römischen Geschichtsschreiber erwähnen sie nicht. Auch im Mittelalter erscheint sie meist nur unter strategischen Gesichtspunkten, da sie eine der Inseln darstellte, mit deren Hilfe die Zufahrt in die Adria kontrolliert werden konnte. Außerdem erscheint sie als Orientierungshilfe für die Schifffahrt, dann unter Namen wie Cazza, Caza oder auch Cuza.
Die erste Besiedlung dürfte im Neolithikum im frühen 6. Jahrtausend v. Chr. stattgefunden haben, als der Meeresspiegel über 100 m tiefer lag und so die Insel leichter zu erreichen war. Dies belegen Artefakte von der Fundstelle bei Uvala Duga im Süden. Wahrscheinlich wurden Ziegen gehalten. An der Grabungsstätte fanden sich Tonscherben, Flintwerkzeuge und -abfall, sowie eine kleine Lehmperle. Ein- und zweireihige Verzierungen wurden mit Hilfe der Schalen der Gemeinen Herzmuschel und der Meermandel in die Tongefäße eingedrückt. Häufig sind auch dreieckige, runde und halbkreisförmige gestempelte Abdrücke, die in groben Reihen angeordnet sind und mittels zugespitzter Stein-, Holz- und Knochenwerkzeuge erzeugt wurden. Beim Flint herrschen graue und bräunliche Werkzeuge vor. Sie wurden auf der Insel hergestellt, mit einer Tendenz zu prismatischen Klingen, wie auch sonst an der dalmatischen Küste. Zahlreich sind Geräte zum Öffnen von Muscheln vertreten; es fanden sich Überreste von Mollusken, Austern, ebenso wie Murexmuscheln, Napfschnecken und Schneckenhorn. Fisch- oder Säugetierüberreste fanden sich hingegen nicht.
Der Fundplatz Poje, wenig weiter im Norden an der Südwestküste gelegen, erweist gleichfalls eine Besiedlung, beginnend im frühen 5. Jahrtausend v. Chr., die bis in die Eisenzeit reicht. Dort fand sich eine Fortifikation gegen das Inland, Terrassierungen um den mittleren Teil der Siedlung bis zum Steilabsturz, und vor allem eine extrem hohe Dichte an Flintwerkzeugen, deren Ausgangsmaterial ausschließlich vom süditalienischen Monte Gargano stammt, jedenfalls nicht aus den Monti Lessini im Norden. Während also der Bemalungsstil bei Gefäßen von überregionalen Kontakten zeugt, so blieb doch die Produktion von Keramik auf der Insel. Ganz im Gegensatz dazu wurde Flint wohl in ausreichender Qualität und Menge über weiträumige Netzwerke beschafft. Damit dürfte die Insel eine wesentliche Rolle beim Austausch zwischen den beiden Ufern der Adria gespielt haben. Dieser erfolgte jedoch beim Flint überwiegend in Form von Rohmaterial (erkennbare Teststellen, Kerne), die Werkzeuge wurden auf der Insel endbearbeitet. Es fand sich auch Obsidian, wenn auch selten. Dieser stammte von den Liparischen Inseln und erscheint auf Sušac erst im Mittelneolithikum. Jüngere Funde aus dem 3. Jahrtausend v. Chr. legen eine Besiedlung auch in der Kupferzeit nahe.
Um Portić fanden sich zahlreiche Artefakte, die bis in byzantinische Zeit reichen. Siedlungstätigkeit lässt sich anhand römischer Wälle und einer großen Zisterne aus dem 1./2. Jahrhundert nachweisen. Es handelt sich wohl um eine villa rustica, ähnlich wie auf Lastovo, Korčula und anderen dalmatinischen Inseln.
Zu einer weiteren Besiedlungsphase gehören die Ruinen einer Kirche des 6. Jahrhunderts, sowie ein castrum, ein Militärlager, das wohl 51 m × 37 m maß. Diese Überreste waren noch 1834 und 1878 erkennbar. Sie wurden versuchsweise der Zeit Kaiser Justinians zugeordnet. Im Jahr 1000 legten sich Venezianer nahe der Insel „Cazza“ mit zehn Galeeren auf die Lauer und kaperten nach kurzer Verfolgungsjagd bis an die Küste bei Trau 40 Narentaner gefangen, die mit ihren Handelsschiffen auf der Rückfahrt von Apulien waren.
Die Kirche gehört wohl einer noch späteren Besiedlungsphase, nämlich des 12. Jahrhunderts an, wie romanische Elemente nahelegen. Sie wurde von einer benediktinischen Zelle aus neu errichtet oder umgebaut. Die Kirche des heiligen Blasius (Vlach oder Vlaho) aus dem 15. Jahrhundert zeugt von einer fortgesetzten Besiedlung. Die meisten Bewohner verließen die Insel im 18. und 19. Jahrhundert. Als sie 1918 zu Italien geschlagen wurde, lebten kaum noch zehn Menschen auf Cazza.

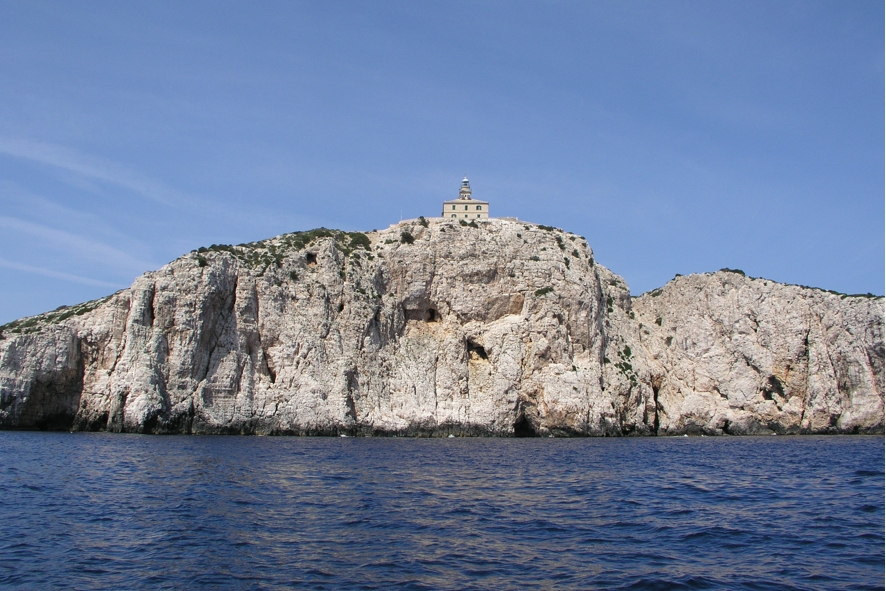
Der Leuchtturm von Sušac

Der Leuchtturm entstand in der österreichisch-ungarischen Periode, nämlich von 1878 bis 1879. Neben dem für den Unterhalt des Leuchtturms notwendigen Personal lebte (Stand: 2019) nur noch ein Hirte auf der Insel, der seine Schafherde an der Sv. Mihovil-Kirche über der Portić-Bucht grasen ließ.